# Chok
Chok fou un petit estat tributari protegit a Undsarviya, al Kathiawar, a la presidència de Bombai. Els formaven dos pobles amb dos tributaris separats.
El tribut era de 39,8 lliures al Gaikwar de Baroda i 2,6 al nawab de Junagarh.